# Khinjan (distrikt)
Khinjan är ett distrikt i Afghanistan. Det ligger i provinsen Baghlan, i den nordöstra delen av landet, 110 kilometer norr om huvudstaden Kabul. Administrativ huvudort är Khinjan.
Distriktet beräknades år 2022 ha cirka 36 000 invånare.